# 甲武鉄道
甲武鉄道（こうぶてつどう）は、明治時代に日本に存在していた鉄道事業者（私鉄）である。現在の中央本線のうち、東京都内の大部分を横断する御茶ノ水駅から八王子駅までの区間の前身に当たる。
甲武鉄道は1889年（明治22年）に開業した。当時の社長は大久保利和であった。
東京市内の御茶ノ水を起点として、飯田町や新宿 を経由して多摩郡を東西へ横断し、国分寺や立川等を貫いて八王子に至る鉄道を保有・運営していた。
動力は始め蒸気で、後に一部区間では電気を併用した。軌間は1,067mmであった。
1906年（明治39年）公布の鉄道国有法により同年10月1日に国有化され、中央本線の一部となった。

## 沿革

### 開業前
同社の発端は、水運の代わりとなる馬車鉄道の計画であった。
1870年（明治3年）に玉川上水の船運が開業したが、船員が上水に放尿する等の夥しい違反行為により2年後に禁止された。代替路線として、その堤防沿いに新宿 - 羽村間に馬車鉄道（甲武馬車鉄道）敷設が企画されたことが同社の始まりである。発起人は服部九一、岩田作兵衛、井関盛艮（元・神奈川県知事）であった。
しかし、堤防沿いの鉄道は認可を得られなかったため経路を変更し、1886年（明治19年）11月に新宿 - 八王子間の敷設免許を得た。
一方、同時期に本路線の競合となり得る岩谷松平らが蒸気鉄道を出願し、また武蔵鉄道が川崎 - 八王子間蒸気鉄道を出願していたため、直ちに動力を馬車で無く蒸気に変更して出願したことで競願者を退けた。
そして資本金を30万円から60万円に増資する必要から大隈重信へ協力を求めた結果、平沼専蔵らから出資を得ることが出来、1888年（明治21年）3月免許状が下付された。
ところがその後、井関らと大隈派で対立を生じ、大隈派は株を売却、甲信鉄道へ投資してしまった。
その際登場したのが雨宮敬次郎だった。雨宮は安田善次郎らから資金提供を受け暴落した甲武鉄道株を買いあさり、資本金60万円のうち38万円相当の株を獲得し経営の実権を握ることになる。1888年5月2日の株主総会において役員を選出した。（社長）奈良原繁、（常議員）雨宮敬次郎、（常議員）井関盛艮、（常議員）指田茂十郎、（監査役）安田善次郎、（監査役）岩田作兵衛。そして6月9日に副社長となった大久保利和が10月31日の株主総会において社長に就任する。奈良原は常議員となる。

### 開業後
1889年（明治22年）4月に新宿 - 立川間、8月には 立川 - 八王子間が開通した。

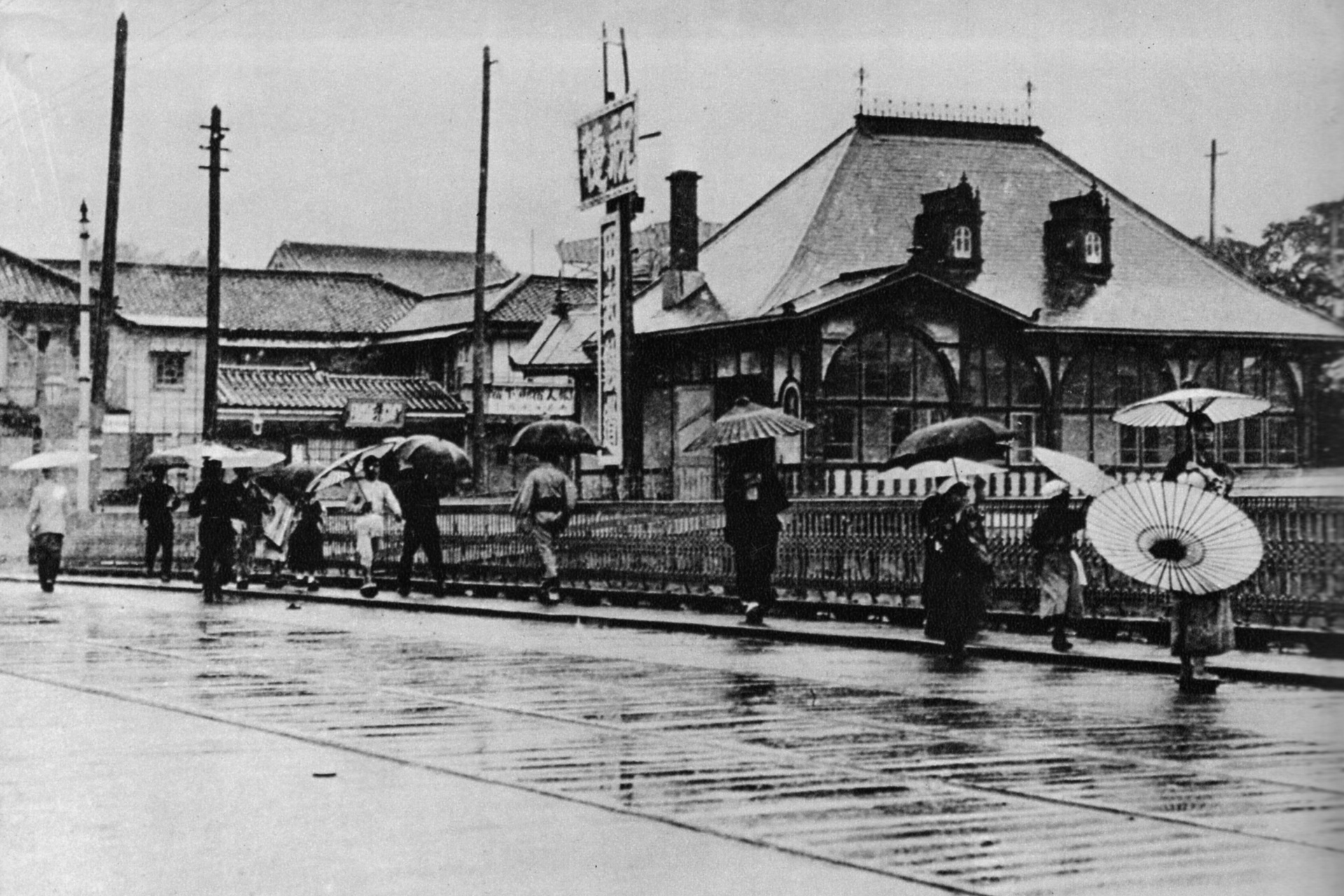
甲武鉄道御茶ノ水駅（1905年）

新宿から東京市内への路線延長は、当初は甲州街道沿いが計画されたが、青山練兵場や三崎町の工廠の後押しもあり、1889年5月に申請、7月に仮免状が下付されたもので、1894年10月には新宿 - 牛込が、1895年4月に牛込 - 飯田町が開業している。これは更なる延長が計画され、1890年（明治23年）に飯田町 - 万世橋を出願、1900年（明治33年）には当時計画中の東京縦貫高架鉄道（現・上野 - 新橋間のJR鉄道路線）の接続を条件に免許状が下付され、このうち1904年（明治37年）12月に御茶ノ水までの延長が完成した。
開業から1891年（明治34年）までは新宿で路線が接続し、また創立委員長奈良原繁が社長を務めた日本鉄道が営業管理を行っていた。
また、東京市内区間での旅客が増えたことから1904年8月21日に飯田町 - 中野間を電化し、日本の普通鉄道では初めて電車運転を行った。車体長10m程の二軸車ではあったが、総括制御を採用し重連運転も可能で、郊外電車として十分な性能を備えていた。詳しくは甲武鉄道の電車を参照されたい。この電車運転区間は複線化されていた。

## 年表

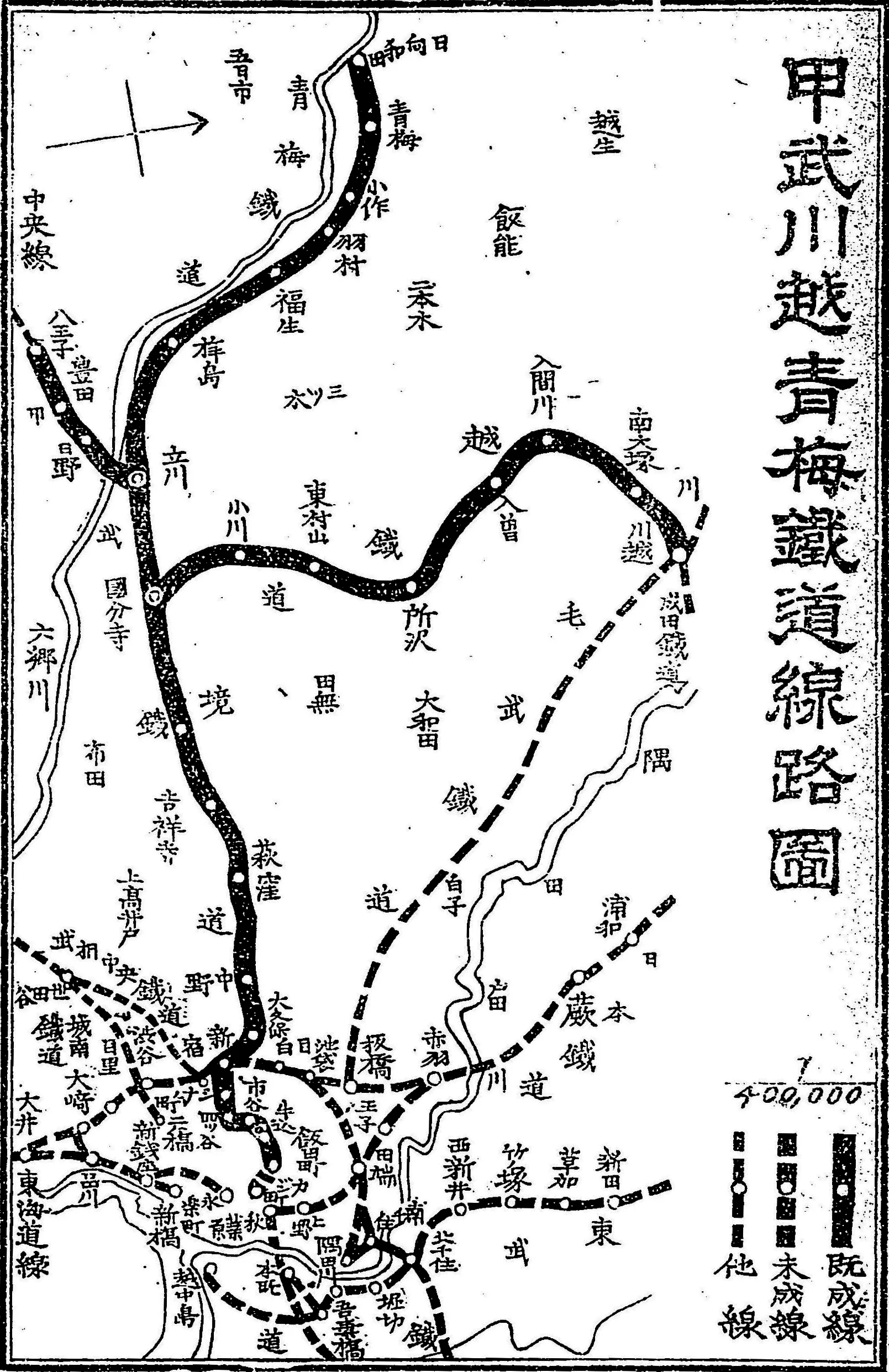
甲武鉄道・川越鉄道・青梅鉄道 1903年の路線図

- 1886年（明治19年）11月10日 甲武馬車鉄道に対し馬車鉄道敷設免許（内藤新宿 - 新座郡上保谷村新田 - 八王子間）[8]
- 1888年（明治21年）3月31日 鉄道布設免許状下付（武蔵国南豊島郡内藤新宿 - 武蔵国南多摩郡八王子間）[3]
- 1889年（明治22年）4月11日 開業（新宿 - 立川間）[9][10]
- 1889年（明治22年）7月13日 仮免状下付（新宿停車場 - 神田区三崎町間）[6]
- 1889年（明治22年）8月11日 開業（立川 - 八王子間）[11]
- 1893年（明治26年）3月1日 鉄道敷設免許状下付（新宿 - 四谷 - 飯田町間）
- 1894年（明治27年）9月17日 新宿-青山軍用停車場間落成。11月陸軍より委託。1896年（明治29年）9月25日委託解除
- 1894年（明治27年）10月9日 開業（新宿 - 牛込間）[12]
- 1894年（明治27年）12月 川越鉄道の委託により営業管理
- 1895年（明治28年）4月3日 開業（牛込 - 飯田町間）[13]
- 1895年（明治28年）12月30日 新宿 - 飯田町間複線化
- 1896年（明治29年）4月 青梅鉄道の委託により営業管理
- 1897年（明治30年）11月9日 青梅鉄道との管理契約解除
- 1898年（明治31年）6月30日 免許状下付申請却下（四ツ谷 - 烏森間）[14]
- 1898年（明治31年）12月1日 仮免状下付（飯田町 - 鍛冶町間）[15]
- 1900年（明治33年）4月25日 免許状下付（飯田町 - 鍛冶町間）[16]
- 1900年（明治33年）5月18日 免許状下付申請却下（四ツ谷 - 有楽町間）[17]
- 1904年（明治37年）8月21日  電車運転開始（飯田町 - 中野間 架空複線式、直流600V）[7]
- 1904年（明治37年）12月31日 電車運転開始（飯田町 - 御茶ノ水間）[18]
- 1906年（明治39年）10月1日 鉄道国有法により国有化

## 武蔵野のルート策定経緯
現在も中央本線が走っている、本路線のうちの東中野駅（甲武鉄道時代は柏木） - 立川駅を結ぶ約27.4 kmの直線経路は、1964年の新幹線の開業までは日本全国で3番目に長いものであった。東西方向へほぼ完全な一直線であることから、東京の地図や空中写真を見ても目につくものとなっている。
この東京都心の新宿から西へ延びて武蔵野（多摩）とを結ぶ路線は、同地域を結ぶ街道であり江戸時代には基幹道路であった甲州街道や、庶民に利用された青梅街道からは離れており、多摩地域の要衝として発展していた府中等の既存の都市を通らない経路であった。

### 経路策定の理由
このような当時の主要街路とは異なる路線を建設された理由に関して、本路線を継承した東日本旅客鉄道（JR東日本）の広報部は「諸説あることは認識しているが、社内で根拠を持って話せる人はいない」と述べている。

#### 反対運動説
「当初は甲州街道あるいは青梅街道沿いのルートを予定していたが、住民の反対運動により当時は田園・林野だった場所を一直線に突っ切る現路線に変更された」と言った言説が各自治体史や朝日新聞『中央線』などと言った戦後の文献に掲載されており、馬車鉄道の計画の際に「自然作物の成長が阻まれる」「街道がさびれる」（明治18年8月の南豊島郡9村、9月の和田村外3村の陳情）と言った反対の声があったことは確認されている。

#### 仙石貢の即断説
また、甲部鉄道開業を担当する工部省の官僚であった仙石貢（後の鉄道大臣）が独断で即決したと言う説もある。鉄道ジャーナリストの青木槐三の著書「鉄道黎明の人々」（1951年発行）の記述によれば、「雷親父の仙石が『武蔵野の原だ、これでいい』と地図上にグーンと太い鉛筆の線を引いた」と言う。
この説に関してJR東日本の鉄道博物館は「豪傑伝の可能性もあり真偽は不明」としている。

#### 効率上の理由説
反対運動説に対して、「鉄道忌避伝説」を唱える立場からは、全国のそう言った言説を調査して『鉄道忌避伝説の謎〜汽車が来た町、来なかった町』を著した地理学者の青木栄一は「馬車鉄道から蒸気鉄道への動力変更に当たって、建設が鉄道局に委託されたため、（平坦・効率的な最短の）武蔵野台地上の一直線ルートが考えられたと思う」と指摘している。
また、JR東日本の鉄道博物館の副館長であった荒木文宏も「勾配など地理的条件、コスト面などから、20km以上の直線は作る側にとって最も理想なルート」と説明した。
さらに、江戸東京博物館の学芸員として中央線を研究した真下祥幸は、「蒸気機関車の能力、燃料供給、土地買収などから地理的に最も合理的なルートを選んだ」と分析した。真下は次の理由から推測した。
- 現路線のルートは甲州街道などより平坦で勾配差が無いため、機関車の馬力が弱いと言う弱点を克服出来た。
- 開業時からあった国分寺、立川などの駅も、機関車を動かすのに必要な水を用水路から供給する契約が成立した地域が選ばれている。
- 当時の沿線は畑ばかりであり、既存の民家が集積する街道沿いよりも用地買収がしやすかった。
- 建設費をなるべく抑えるために単純な直線になった。

また真下は、「住民の反対運動のせいと言う説や、仙石貢が独断で決めたと言う説は、いずれも考えづらい。」と指摘した。真下は次の理由から2説を否定している。
- 甲武鉄道が開業した1889年は日本初の鉄道開通（新橋 - 横浜間）から20年近くが経過しており、すでに民衆から鉄道への抵抗感は弱まり、むしろ経済効果が注目されていた（実際に、1890年に開業した本路線の日野駅をめぐっては、住民から駅を設置してほしいという請願運動があった）。
- 当時の測量技術から、仙石が無策に線を引いて路線を決めることは考えづらい。

## 関連する路線
現在の西武国分寺線及び新宿線の東村山 - 本川越である川越鉄道、及び青梅線である青梅鉄道は、甲武鉄道の支線に当たる。いずれも甲武鉄道が東京市内への延長線建設に追われていたため、地元の資本を利用して設立したもので、その株主は甲武鉄道の主要株主と沿線在住者で構成されていた。特に、軌間が同じである川越鉄道とは、直通運転等が実施されていた。
しかし、1906年の鉄道国有法制定によって甲武鉄道が国有化されると、川越鉄道と青梅鉄道は独立した存在となった。特に川越鉄道は、鉄道国有法原案では、甲武鉄道とともに国有化される予定となっていたが、これは貴族院での審議によって修正され、川越鉄道は民営鉄道としての独立を保ったという経緯があった。
甲武鉄道からの分離後、都心に接続するルートを断たれた川越鉄道は都心乗り入れを目指し、いくつかの合従連衡を経て、西武鉄道という社名になった後、1927年、山手線高田馬場駅に至る村山線を開通させた。これは、後の西武新宿線に当たる。さらに終戦直後の1945年9月には、後の西武池袋線となる路線を保有していた武蔵野鉄道との合併により、現在の西武鉄道のネットワークが形作られることとなった。
一方、青梅鉄道は、当初免許が下付された青梅町までのルートからさらなる延伸を地道に続け、青梅電気鉄道への改称を経て、1929年には御嶽駅までの延伸を果たす。しかし、戦時中、青梅電気鉄道は、戦時買収私鉄の一つに数えられてしまい、1944年国有化を迎える。さらに国有化の直後には後の奥多摩駅である氷川駅までの全通を果たし、日本国有鉄道傘下となった1950年代には、中央線に直通する青梅―東京間の電車が定期化されることとなり、現在の青梅線の運転形態が形作られて言った。
また、これらとは別に、雨宮が1889年3月八王子 - 甲府間山梨鉄道設立を出願したが、甲信鉄道との競願の末に却下された。実際に八王子と甲府が接続されるのは、官設鉄道によって工事が行われた1903年のことであり、これも1906年に甲武鉄道が国有化されると、旧甲武鉄道線と一体化した運転が行われるようになった。

## 駅一覧
御茶ノ水-八王子間（27.8哩）
御茶ノ水駅 -（0.5哩）- 水道橋駅 -（0.3哩）- 飯田町駅 -（0.5哩）- 牛込駅 -（0.7哩）- 市ヶ谷駅 -（0.5哩）- 四ツ谷駅 -（0.8哩）- 信濃町駅 -（0.4哩）- 千駄ケ谷駅 -（0.6哩）- 代々木駅 -（0.5哩）- 新宿駅 -（0.9哩）- 大久保駅 -（0.6哩）- 柏木駅 -（1.3哩）- 中野駅 -（2.5哩）- 荻窪駅 -（2.3哩）- 吉祥寺駅 -（2.0哩）- 境駅 -（3.5哩）- 国分寺駅 -（3.8哩）- 立川駅 -（2.1哩）- 日野駅 -（1.4哩）- 豊田駅 -（2.6哩）- 八王子駅

## 施設
- 柏木変電所 回転変流器（出力600V、100kW）2基
- 市ヶ谷変電所 回転変流器（出力600V、100kW）1基

『鉄道80年のあゆみ 1872-1952』、日本国有鉄道、1952年、61頁

## 運行状況
開業時は1日4往復うち1往復は新橋 - 新宿 - 立川間を直通した。八王子延伸時にも1日4往復うち1往復は新橋 - 新宿 - 八王子間を直通した。1894年牛込開業時には牛込 - 八王子間6往復、牛込 - 新宿間6往復

## 輸送・収支実績
| 年度 | 乗客（人） | 貨物量（トン） | 営業収入（円） | 営業費（円） | 益金（円） |
| ---- | ---------- | -------------- | -------------- | ------------ | ---------- |
| 1889 | 272,937    | 17,001         | 77,581         | 30,171       | 47,410     |
| 1890 | 357,543    | 30,959         | 92,878         | 40,188       | 52,690     |
| 1891 | 364,004    | 31,127         | 98,024         | 38,985       | 59,039     |
| 1892 | 417,895    | 52,558         | 111,768        | 35,891       | 75,877     |
| 1893 | 463,238    | 77,742         | 132,248        | 39,380       | 92,868     |
| 1894 | 847,930    | 99,686         | 161,957        | 46,811       | 115,146    |
| 1895 | 2,421,798  | 139,950        | 254,248        | 93,131       | 161,117    |
| 1896 | 3,668,233  | 151,373        | 312,237        | 119,212      | 193,025    |
| 1897 | 3,860,976  | 192,843        | 394,525        | 169,148      | 225,377    |
| 1898 | 4,163,204  | 234,521        | 408,202        | 202,561      | 205,641    |
| 1899 | 4,486,463  | 280,963        | 489,093        | 199,949      | 289,144    |
| 1900 | 4,881,973  | 313,729        | 540,493        | 226,674      | 313,819    |
| 1901 | 5,026,781  | 325,933        | 568,023        | 240,763      | 327,260    |
| 1902 | 5,197,335  | 315,741        | 596,339        | 240,660      | 355,679    |
| 1903 | 4,886,442  | 441,364        | 674,070        | 297,461      | 376,609    |
| 1904 | 5,047,767  | 469,166        | 665,754        | 303,373      | 362,381    |
| 1905 | 4,904,345  | 493,782        | 770,657        | 380,259      | 390,398    |

- 「官私設鉄道運輸延哩程累年表」「官私設鉄道営業収支累年表」『鉄道局年報』明治38年度（国立国会図書館デジタルコレクション）より

## 車両
国有化時は機関車13客車92貨車316

### 蒸気機関車
K1形 (1, 2, 4, 5, 8, 9)
英ナスミス・ウィルソン社製・軸配置2-4-2 (1B1) タンク機→鉄道院600形 (622 - 627)
192→3
英ニールソン社製・軸配置4-4-0 (2B) テンダ機→1897年鉄道作業局に返還。のち鉄道院5400形 (5406)
K2形 (6, 7)
独クラウス社製・軸配置0-4-0 (B) タンク機→鉄道院10形 (12, 13)
K3形 (10-12)
米ブルックス社製・軸配置2-6-2 (1C1) タンク機→鉄道院3020形 (3020 - 3022)
K4形 (13, 14)
独クラウス社製・軸配置0-6-0 (C) タンク機→鉄道院1550形 (1550, 1551)
K5形 (15-17)
独クラウス社製・軸配置0-6-0 (C) タンク機（買収後に落成）→鉄道院2060形 (2060 - 2062)

### 電車
東京市街線電化用として1904年に製造された、全長10m余りの二軸電車。買収によって官設鉄道籍となり、「国電」の元祖として知られ、デ968 （→ 松本電気鉄道ハニフ1）が鉄道博物館に展示保管されている。

### 客車
全て木製2軸車
- いろ1.2　2両　新橋工場製　定員一等12人二等16人　国有化後イロ279.280（形式274） 一二等車　形式図
- いろ3-7　5両　甲武鉄道会社飯田町工場製　定員一等10人二等14人　国有化後イロ309-311（形式309） 一二等車　形式図
- ろ1　1両　東京平岡工場製　定員36人　国有化後ロ744（形式744） 二等車　形式図
- ろ2.3　2両　飯田町製　定員32人　国有化後ロ614.615（形式503） 二等車　形式図
- ろ4.5　2両　飯田町製　定員26人　国有化後ロ757.758（形式746） 二等車　形式図
- ろ6.7　2両　平岡工場製　定員20人　国有化後ロ799.800（形式799） 二等車　形式図
- はぶ1-5　5両　新橋工場製　定員47人　国有化後ハフ2783-2787（形式2661） 三等緩急車　形式図
- は6.7.9　3両　新橋工場製　定員50人　国有化後ハ2166-2168（形式2024） 三等車　形式図
- は10.13　2両　平岡工場製　定員50人　国有化後ハ2302.2303（形式2302） 三等車→多摩鉄道（西武多摩川線）フハ1.2　形式図
- は11.12.14-21　10両　平岡工場製三田製作所工場製　定員50人　国有化後ハ2304-2313（形式2304） 三等車　形式図
- は22-24　3両　近岡製　定員34人　国有化後ハ2478-2480（形式2478） 三等車　形式図
- は25-37　13両　近岡製飯田町製　定員50人　国有化後ハ1760-1772（形式1005） 三等車　形式図
- にと1.3-5　4両　飯田町製　国有化後ユニ3909-3912（形式3906） 郵便手荷物緩急車　形式図
- にと2　1両　飯田町製　国有化後ユニ3913（形式3913） 郵便手荷物緩急車　形式図
- にと6　1両　飯田町製　国有化後ユニ3914（形式3914） 郵便手荷物緩急車　形式図
- にと7　1両　飯田町製　国有化後ユニ3915（形式3915） 郵便手荷物緩急車　形式図
- にと8　1両　飯田町製　国有化後ユニ3916（形式3916） 郵便手荷物緩急車　形式図
- に1.2　2両　平岡工場製　国有化後ニ4318.4319（形式4318） 手荷物緩急車　形式図
- に3-7　5両　飯田町製　国有化後ニ4320-4324（形式4320） 手荷物緩急車　形式図

リンク先は国立国会図書館デジタルコレクションの『客車略図 上巻』

### 貨車
- ほ1-21 新橋工場製 有蓋貨車 鉄道院ワ6415 形（ 6415-6435 ）
- ほ22-25 松井工場製 有蓋貨車 鉄道院ワ14396 形（ 14396-14399 ）
- ほ26-35、41-54 近岡工場、甲武鉄道飯田町工場製 有蓋貨車 鉄道院ワ7571 形（ 7571-7579、14400-14414 ）
- ほ55-169 甲武鉄道飯田町工場、天野工場、日本車輌製 有蓋貨車 鉄道院ワ14415 形（ 14415-14529 ）
- へ1-3 新橋工場製 有蓋緩急車 鉄道院 ワフ2775 形（ 2775-2777 ） 3
- へ4-9、15-19 甲武鉄道飯田町工場製 有蓋緩急車 鉄道院ワフ4462 形（ 4462-4472 ）
- へ10-14 甲武鉄道飯田町工場製 有蓋緩急車 鉄道院ワフ4473 形（ 4473-4477 ）
- りぶ1-5 神戸工場製 土運車 鉄道院 フツ1319 形（ 1319-1323 ）
- りぶ6-8、13-16 松井工場、平岡工場、日本車輌製 土運車 鉄道院フツ1324 形（ 1324-1330 ）
- りぶ9-12 三田製作所製 土運車（手用制動機付） 鉄道院フツ1336 形（ 1336-1339 ）
- りぶ17-21 甲武鉄道飯田町工場製 土運車（手用制動機付） 鉄道院フツ1324 形（ 1331-1335 ）
- りぶ22-26 製造所不明 土運緩急車 鉄道院ツフ1000 形（ 1000-1004 ）
- り1、3-15 神戸工場製 土運車 鉄道院ツ3011 形（ 3011-3024 ）
- り16-40、57-61、63、64、66-74、76、77 松井工場、平岡工場、甲武鉄道飯田町工場、日本車輌製 土運車 鉄道院ツ2197 形（ 3025-3066、2197 ）
- り41-47、49-56 三田製作所製 土運車 鉄道院 ツ2204 形（ 2198-2208、3067-3075 ）
- ち1-5 新橋工場製 無蓋貨車 鉄道院ト9404 形（ 9404-9408 ）
- ち6、10、11、13-15、17、20 甲武鉄道飯田町工場製 無蓋貨車 鉄道院ト15540 形（ 15540-15547 ）
- ち7-9、12、16、18、19 甲武鉄道飯田町工場製 無蓋貨車 鉄道院ト15540 形（ 15563-15569 ）
- ち21-35 天野工場製 無蓋貨車 鉄道院ト15540 形（ 15548-15552 ）

#### 私有貨車
1896年飯田町に工場が設けられ客車と貨車の製造がはじめられた。飯田町で製造した油槽車（タンク車）はすべて私有貨車であった。
- 小倉常吉所有い[25]1-10、鉄道院ア1560形（1560-1569）
- 日本石油所有乙1-5、鉄道院ア1730形（1730-1734）
- 国油共同販売所所有コ132-136、鉄道院ア2107形（2117-2121）

『貨車略図』明治四十四年、鉄道院（復刻鉄道史資料保存会1990年）

### 車両数の推移
| 年度 | 機関車 | 客車 | 貨車 |
| ---- | ------ | ---- | ---- |
| 1889 | 2      | 9    | 20   |
| 1890 | 2      | 14   | 28   |
| 1891 | 3      | 14   | 28   |
| 1892 | 3      | 16   | 48   |
| 1893 | 3      | 16   | 66   |
| 1894 | 5      | 28   | 91   |
| 1895 | 7      | 28   | 101  |
| 1896 | 9      | 39   | 116  |
| 1897 | 11     | 39   | 146  |
| 1898 | 11     | 41   | 156  |
| 1899 | 11     | 42   | 166  |
| 1900 | 11     | 55   | 176  |
| 1901 | 10     | 64   | 176  |
| 1902 | 11     | 64   | 196  |
| 1903 | 13     | 64   | 196  |
| 1904 | 13     | 80   | 216  |
| 1905 | 13     | 80   | 266  |

- 客車の項に電車含む
- 「私設鉄道現況累年表」『鉄道局年報』明治38年度（国立国会図書館デジタルコレクション）